# Ожи сир Обоа
Ожи сир Обоа (фр. Augy-sur-Aubois) насеље је и општина у централној Француској у региону Центар (регион), у департману Шер која припада префектури Сент Аман Монрон.
По подацима из 2011. године у општини је живело 299 становника, а густина насељености је износила 9,82 становника/km². Општина се простире на површини од 30,46 km². Налази се на средњој надморској висини од 206 метара (максималној 256 m, а минималној 197 m).

## Демографија
| 1962. | 1968. | 1975. | 1982. | 1990. | 1999. | 2011. |
| ----- | ----- | ----- | ----- | ----- | ----- | ----- |
| 405   | 456   | 375   | 395   | 353   | 294   | 299   |

График промене броја становника у току последњих година